# Four Seasons Tour
Die Four Seasons-Tour war die zweite Tour der deutschen Girlgroup No Angels. Die Tour fand im November und Dezember 2002 in Deutschland, Österreich und der Schweiz statt, begann in Bayreuth und endete in Wien. Mit der Tour wurde das Studioalbum Now... Us! beworben.

## Hintergrund
Der Aufbau der Four Seasons-Tour orientierte sich an den vier Jahreszeiten. Das Bühnenbild und die Outfits wurde entsprechend der Jahreszeiten gewechselt: Für den Winter trugen die No Angels z. B. weiße und eisblaue Kostüme. Für den Sommer trugen sie bunte Farben und das Bühnenbild bestand aus Sonnenschirmen und Strandliegen. Begleitet wurden die No Angels von einer Liveband und fünf Tänzern. Die Band präsentierte Songs aus ihrem zweiten Studioalbum Now... Us! sowie die Singles Daylight in Your Eyes, Rivers of Joy und There Must Be an Angel aus ihrem Debütalbum Elle’ments. Vorgruppe waren die Sugababes, Tears, B3, Pierre Humphrey, She'Loe und Maya.
Bandmitglied Jessica Wahls war während der Tour schwanger. Als Folge war sie bei den Konzerten in Österreich und Schweiz nicht dabei und war auch bei Songs mit komplexen Choreographien nicht auf der Bühne. Im Anschluss an die Tour verließ sie die No Angels in eine ursprünglich für sechs Monate geplante Babypause.

## Setlist
1. Three Words
2. 100% Emotional
3. 2 Get Over U
4. Since I Found U – Solo von Vanessa Petruo
5. Still in Love with You
6. Lost in You
7. Like Ice in the Sunshine
8. Come Back – Solo von Nadja Benaissa
9. Autumn Breeze
10. There Must Be an Angel
11. Shield Against My Sorrow – Solo von Jessica Wahls
12. Let’s Go to Bed
13. Rivers of Joy
14. Say Goodbye – Solo von Sandy Mölling
15. Stay – Solo von Lucy Diakovska
16. Lovestory
17. Something About Us

Zugaben
1. All Cried Out
2. Daylight in Your Eyes

## Tourdaten
| Datum             | Stadt                | Veranstaltungsort         |
| ----------------- | -------------------- | ------------------------- |
| 7. November 2002  | Bayreuth             | Oberfrankenhalle          |
| 9. November 2002  | Grefrath             | Eissporthalle             |
| 10. November 2002 | Düsseldorf           | Mitsubishi Electric Halle |
| 11. November 2002 | Karlsruhe            | Europahalle               |
| 12. November 2002 | Berlin               | Treptow Arena             |
| 13. November 2002 | Hannover             | Niedersachsenhalle        |
| 15. November 2002 | Böblingen            | Sporthalle                |
| 16. November 2002 | Zürich               | Hallenstadion             |
| 17. November 2002 | München              | Olympiahalle              |
| 20. November 2002 | Dortmund             | Westfalenhalle            |
| 21. November 2002 | Hamburg              | Alsterdorfer Sporthalle   |
| 23. November 2002 | Kiel                 | Ostseehalle               |
| 25. November 2002 | Freiburg im Breisgau | Messehalle                |
| 26. November 2002 | Mannheim             | Mannheimer Rosengarten    |
| 27. November 2002 | Ulm                  | Donau Arena               |
| 29. November 2002 | Leipzig              | Messehalle                |
| 30. November 2002 | Frankfurt am Main    | Jahrhunderthalle          |
| 1. Dezember 2002  | Göttingen            | Lokhalle                  |
| 2. Dezember 2002  | Wien                 | Gasometer                 |

## Rezensionen
- ka-news.de: „[…] die perfekte Show […]“[1]
- Hamburger Abendblatt: „Es war eine kunterbunte Party“[2]
- B.Z.: „Fünf sexy Engel für jede Saison“[3]